# 陰魔王的詭計/逃離惡魔城
〈陰魔王的詭計/逃離惡魔城〉（英語：Wake Up / Escape from the Citadel）是《探險活寶》第六季的第1及2集。在卡通頻道2014年3月17日播出。本集以阿寶和老皮為主角。在〈陰魔王的詭計〉，阿寶和老皮為宇宙犯罪作證，以到一個多元宇宙監獄稱為惡魔城，以見被困的阿寶父親。正少年啪要幫助他們時被陰魔王謀殺。在〈逃離惡魔城〉，老皮、阿寶和陰魔王來到惡魔城，在那裡阿寶和老皮見到阿寶父親阿丁，但不如阿寶所期待。三人都從陰魔王跑開，因為他開始摧毀惡魔城。這時馬丁正要逃跑，阿寶緊跟在後，但他的劍草連接整個手臂，導致阿寶失去了手臂。儘管阿寶丟失他的父親和肢體，阿寶與老皮表白陰魔王已變成巨嬰。